# سال‌های سلوکیان

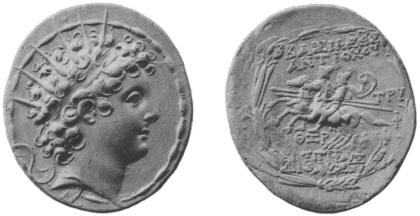
سکه آنتیوخوس ششم دیونوسوس، مرتبط با سال‌های سلوکیان. در پشت این سکه، نوشته‌های حک‌شدهٔ یونانی ΒΑΣΙΛΕΩΣ ΑΝΤΙΟΧΟΥ ("پادشاه آنتیوخوس") دیده می‌شود. تاریخ θ´ξ´ρ´ نشان‌دهندهٔ سال ۱۶۹ عصر سلوکی است که مربوط به سال‌های ۱۴۴ - ۱۴۳ قبل از میلاد است.

دوره سلوکی (به انگلیسی: Seleucid era) ("SE")، به معنای واقعی کلمه "سال یونانی‌ها" یا (سال یونانی Anno Graecorum)، که گاهی اوقات به "AG" نشان داده می شود، یک سیستم شماره‌گذاری سال‌ها بود که توسط امپراتوری سلوکی دیگر پادشاهان عصر هلنیستی و بعدها توسط اشکانیان استفاده می‌شد. گاهی اوقات از آن به عنوان سال‌های اسکندر و چیرگی سلوکیان یاد می‌شود. این دوران به فتح مجدد بابل توسط سلوکوس یکم نیکاتور در ۳۱۲/۱۱ پیش از میلاد پس از تبعید او به مصر بطلمیوسی بازمی‌گردد., سلوکوس و دربار او، این فتح را به عنوان نشانه‌ای از تأسیس امپراتوری سلوکی می‌دانند. طبق سنت یهودیان، در سال ششم سلطنت اسکندر مقدونی (قانون: احتمالاً پسر شیرخوار اسکندر مقدونی، اسکندر چهارم) بود که آنها شروع به استفاده از این شمارش کردند. مقدمه عصر جدید در یکی از تواریخ بابلی، "تواریخ دیادوخوی" ذکر شده است.

## انواع سالهای سلوکی
دو نوع متفاوت از سال‌های سلوکی وجود داشت، در یکی آغاز سال همزمان با بهار و در دیگری همزمان با پاییز بود:
1. بومیان امپراتوری سلوکی از تقویم بابلی استفاده می‌کردند، که در آن سال نو در یکم ماه نیسان (۳ آوریل ۳۱۱ پیش از میلاد) آغاز می‌شود، بنابراین در این سیستم، سال ۱ از عصر سلوکی تقریباً به آوریل ۳۱۱ پیش از میلاد تا مارس ۳۱۰ پیش از میلاد مربوط می‌شود. این امر شامل ساکنان کل - سوریه می شد، به‌ویژه یهودیانی که آن را عصر قراردادها (عبری: מניין שטרות، رومی: minyān shəṭarot) می‌نامند.
2. دربار مقدونی تقویم بابلی را پذیرفت (با جایگزینی نام‌های ماه مقدونی) اما آغاز سال نو را در پاییز قرار داد (تاریخ دقیق نامشخص است). در این سیستم، سال یکم از عصر سلوکی به دوره پاییز ۳۱۲ پیش از میلاد تا تابستان ۳۱۱ پیش از میلاد مربوط می‌شود. تا قرن هفتم میلادی / دهم بعد از گاه‌شماری، مسیحیان سوری غربی بر روی ۱ اکتبر تا ۳۰ سپتامبر توافق کردند.[۴] اما یهودیان آغاز هر سال جدید سلوکی را با ماه قمری تیشری محاسبه می‌کنند.[۵]

این تفاوت‌ها در شروع سال به این معناست که تاریخ‌ها در صورتی که بین بهار و پاییز بیفتند، یک روز اختلاف دارند. به‌طور خاص، کتاب تاریخی یهودی 1 مکابیان به‌طور کلی از شمارش سال‌های بابلی و یهودی استفاده می‌کند (1 مکابیان 6:20، 1 مکابیان 7:1، 9:3، 10:1 و غیره). با این حال، کتاب 2 مکابیان به‌طور انحصاری از نسخه مقدونی تقویم استفاده می‌کند، احتمالاً زیرا در کیپرو یا مصر نوشته شده است. الیاس بیکرمان این مثال را می‌آورد:
به عنوان مثال، بازسازی معبد اورشلیم توسط یهودا مکابی، تقریباً در ۱۵ دسامبر ۱۶۴ قبل از میلاد، طبق محاسبات یهودی (و بابلی)، در سال ۱۴۸ از عصر سلوکی افتاد، اما در سال ۱۴۹ طبق گاهشماری دربار.

## استفاده‌های بعدی
سال سلوکی تا قرن ششم میلادی مورد استفاده قرار می‌گرفت، به عنوان مثال در حکاکی زباد در سوریه، که به تاریخ ۲۴م گورپیایوس، ۸۲۳ (۲۴ سپتامبر ۵۱۲ میلادی) مربوط می‌شود، و در نوشته‌های یوحنا افسوسی. تاریخ‌نگاران سوری نیز تا میخائیل سوری در قرن دوازدهم میلادی / پانزدهم میلادی AG به استفاده از آن ادامه دادند. این نظام شمارش بر روی سنگ‌قبرهای مسیحیان متعلق به کلیسای شرق در آسیای مرکزی تا قرن چهاردهم میلادی یافته است.
شمارش سالهای سلوکی، یا "دوره قراردادها" (minyan shəṭarot)، توسط یهودیان یمن در اسناد و قراردادهای قانونی خود تا زمان معاصر استفاده می‌شد، عملی که از تعالیم باستانی یهودی در تلمود گرفته شده و از تمام یهودیان دیاسپورا خواسته شده بود که این عمل را حفظ کنند. به همین دلیل، شمارش سالهای سلوکی در کتاب مکابیان (I Macc. i. 11) و در نوشته‌های تاریخ‌نگار یوسفوس ذکر شده است. حسابداری دوره سلوکی در میان اکثر جوامع یهودی پس از لغو این عمل توسط ربی داوید بن زیمرا هنگامی که به عنوان ربی ارشد مصر خدمت می‌کرد، به فراموشی سپرده شد.